# Акош Кертес
Акош Кертес (на унгарски: Kertész Ákos) е унгарски филмов драматург, преводач и писател, автор на произведения в жанра драма, криминален роман, исторически роман и документалистика.

## Биография и творчество
Акош Кертес е роден на 18 юли 1932 г. в Будапеща, Унгария, в семейството на сладкаря Ференц Кертес и Лила Ваго. Завършва средно образование в Будапеща през 1950 г., но не е приет в университета поради гражданския си произход. В продължение на 12 години работи като шлосер и монтажник в завода за автомобили „Икарус“. Първият му разказ е публикуван през 1958 г., заради което получава държавна стипендия и в периода 1961 – 1966 г. следва в катедрата за унгарска народна култура на университета „Лоранд Етвьош“.
След дипломирането си в периода 1966 – 1992 г. работи като драматург, сценарист и писател на диалози за унгарското филмово студио Mafilm. Акош Кертес е автор или съавтор на сценарии за много игрални и телевизионни филми. И след пенсионирането си на 60-годишна възраст продължава да пише сценарии и телевизионни пиеси. В периода 1994 – 1997 г. е редактор и главен изпълнителен директор на седмичника „Живот и литература“.
Първата му книга, сборникът с разкази „Любовта към ежедневието“ (Hétköznapok szerelme), е издадена през 1962 г. Първият му роман „Алея “ (Sikátor) е издаден през 1965 г. Става известен с романа си „Макра“ издаден през 1971 г. Основните му романи и театрални произведения са отражение на унгарското общество от 60-те и 70-те години на 20-и век от гледна точка на младите и работническата класа. През 1966 г. получава държавната награда SZOT за изключителни постижения в областта на литературата. През 1972 и 1984 г. получава престижната награда „Атила Йожеф“ за творчеството си. През 2008 г. получава най-високата държавна награда „Кошут” за цялостен принос към унгарската култура.
На 29 август 2011 г. публикува статия в American Folklore 2011, в която определя унгарците като като „генетично непълноценни“ заради отговорността им по време на Холокоста и остро критикува сънародниците си, че не са поели отговорността за избиването на 400 000 унгарски евреи. След публикацията е подложен на постоянен физически тормоз и заплахи в Унгария, а на 21 септември 2011 г. Общинският съвет на Будапеща гласува за отнемане на званието му „почетен гражданин“. На 29 февруари 2012 г. заминава за Канада и кандидатства за статут на бежанец. През ноември 2013 г. молбата му за бежанец е приета от канадските власти.
Акош Кертес умира на 7 декември 2022 г. в Монреал, Квебек, Канада.

## Произведения

### Самостоятелни романи и повести
- Sikátor (1965)[6][1][2][3]
- Makra (1971)
Макра, изд.: Профиздат, София (1988), прев. Катя Каменова
- Névnap (1972)
Който рискува, печели: Повести, изд.: „Народна култура“, София (1984), прев. Юлия Димитрова, Христо Боевски
- Kasparek (1979)
Който рискува, печели: Повести, изд.: „Народна култура“, София (1984), прев. Юлия Димитрова, Христо Боевски
- Családi ház manzárddal (1982)
- Aki mer, az nyer (1984)
- Huszonegy (1984)
- Namnsdagen (1984)
- Gimenes māja ar mansardu (1987)
- Makura (1988)
- Zakariás (1990)
- Másnaposság (1990)
- Még a kapanyél is elsülhet (2001)
- Brúnó, Borcsa, Benjámin… (2004)
- A Nap utcai fiúk (2006)
- A romazsaru, roman policier (2009)
- Még a kapanyél is elsülhet (2010)
- Zakariás (2010)
- Tigrisbunda (2011)

### Поредица „Цената“ (Ára)
1. A gyűlölet ára (1992)
2. A tisztesség ára (2000)[6]

### Сборници
- Hétköznapok szerelme (1962) – разкази[2]
- A világ rendje (1984)
- Tündérmesék (1999)
- Égszakadás, földindulás : napló miniatúrák : kisesszék és publicisztikai írások (2009)
- Zé és más történetek (2000)

### Документалистика
- Jónás Ninivében: publicisztikák (2011) – есета

### Екранизации
- 1963 Mindennap élünk – автор
- 1967 Sikátor – автор
- 1969 7 kérdés a szerelemröl – тв филм
- 1970 Üvegkalitka – тв филм
- 1974 Makra
- 1974 Ámokfutás
- 1977 Veri az ördög a feleségét
- 1978 Dóra jelenti – диалог
- 1979 Aki mer, az nyer – тв филм
- 1980 Két pisztolylövés – тв сериал, 3 епизода
- 1980 Névnap – тв филм
- 1980 Vámmentes házasság
- 1980 Tisztán vagy szódával – тв филм
- 1981 Halál a pénztárban – тв филм, сценарий
- 1982 Lomtalanítás – тв филм
- 1990 A halálraítélt – автор
- 2000 Komédiások – тв сериал
- 2006 Indián nyár – тв филм, сценарий
- 2007 Méhek tánca – тв филм, по Biztosítás biztonság, сценарий
- 2007 A Nap utcai fiúk – сценарий
- 2008 Tanúvallomás – тв филм, по разказ
- 2008 Tabló – сценарий
- 2010 Így, ahogy vagytok